# Martin Zikl
Martin Zikl (* 13. června 1999 Brno) je český fotbalový útočník a mládežnický reprezentant České republiky. Od podzimu 2017 nastupuje za A-mužstvo Zbrojovky Brno.

## Klubová kariéra

### FC Zbrojovka Brno
Debut v profesionální soutěži zaznamenal 18. listopadu 2017 za brněnskou Zbrojovku v domácím zápase proti Teplicím. Zápas skončil 1:0. První gól vstřelil 2. prosince 2017 v domácím zápase proti Zlínu, zápas skončil remízou 1:1.

### Ligová bilance
| Ročník           | Zápasy | Góly | Minuty | Klub              |
| ---------------- | ------ | ---- | ------ | ----------------- |
| I. liga 2017/18  | 8      | 1    | 440    | FC Zbrojovka Brno |
| II. liga 2018/19 | 14     | 2    | 535    | FC Zbrojovka Brno |
| CELKEM I. LIGA   | 8      | 1    | 440    |                   |
| CELKEM II. LIGA  | 14     | 2    | 535    |                   |

## Reprezentace
V letech 2014–2016 byl členem mládežnických reprezentací České republiky. Nastupoval za reprezentační výběry do 16 let (v letech 2014–2015, 11 startů/3 góly) a do 17 let (2015–2016, 13/1).